# Армандо Меродіо
Армандо Меродіо (ісп. Armando Merodio Pesquera; 23 серпня 1935, Барселона — 21 червня 2018) — іспанський футболіст, що грав на позиції нападника.
Виступав, зокрема, за клуб «Атлетік Більбао», з яким став Чемпіоном Іспанії та дворазовим володарем Кубка Іспанії з футболу. Запрошувався до юнацької збірної Іспанії.

## Клубна кар'єра
У дорослому футболі дебютував 1955 року виступами за команду клубу «Баракальдо», в якій провів один сезон.
Своєю грою за цю команду привернув увагу представників тренерського штабу клубу «Атлетік Більбао», до складу якого приєднався і 1955 році. Відіграв за клуб з Більбао наступні вісім сезонів своєї ігрової кар'єри. У складі «Атлетика» був одним з головних бомбардирів команди, маючи середню результативність на рівні 0,4 гола за гру. За цей час виборов титул чемпіона Іспанії.
Згодом з 1963 по 1966 роки виступав за команди клубів «Реал Мурсія» та «Рекреатіво».
Завершив професійну ігрову кар'єру у клубі «Індаучу», в сезоні 1966—1967 років.

## Виступи за збірну
1953 року дебютував у складі юнацької збірної Іспанії, взяв участь у 4 іграх на юнацькому рівні, відзначившись одним забитим голом.

## Титули і досягнення
- Чемпіон Іспанії (1):

«Атлетік Більбао»: 1955–1956
- Володар Кубка Іспанії з футболу (2):

«Атлетік Більбао»: 1956, 1958